# Стара Буда (Звенигородський район)
Стара Бу́да — село в Україні, у Водяницькій сільській громаді Звенигородського району Черкаської області. Населення — 205 осіб.

## Географія
У селі бере початок річка Недобаєва.

## Історія
- Село постраждало внаслідок геноциду українського народу, проведеного окупаційним урядом СССР 1923—1933 та 1946–1947 роках.
- На околицях Старої Буди виявлено залишки поселення трипільської культури, могильник скіфського часу, знайдено скарб срібних речей часів Кивської Русі.

Свій рід можна дослідити в метричних книгах Свято-Успенської церкви, що збереглись з 1875 року в Черкаському обласному архіві, відскановані книги можна знайти на сайті за посиланням. А також дублікати книг з 1840 до 1873 року за посиланням.